# Antígenes (historiador)
Antígenes (en llatí Antigenes, en grec antic Ἀντιγένης) fou un escriptor i historiador grec no gaire posterior a Alexandre el Gran, que va escriure sobre una suposada visita de les amazones al conqueridor. Segons Plutarc, Antígenes va descriure l'entrevista de Talestris, reina de les amazones amb Alexandre, com si fos un fet real, cosa que també van fer altres historiadors, com ara Onesícrit i Clitarc.